# Новосел, Натали
Натали Новосел (англ. Natalie Novosel; род. 22 ноября 1989 года в Лексингтоне, штат Кентукки, США) — американо-австралийская профессиональная баскетболистка, выступала в женской национальной баскетбольной ассоциации. Была выбрана на драфте ВНБА 2012 года в первом раунде под 8-м номером клубом «Вашингтон Мистикс». Играла в амплуа атакующего защитника. Также выступала в женской национальной баскетбольной лиге.

## Ранние годы
Натали родилась 22 ноября 1989 года в городе Лексингтон (штат Кентукки) в семье Ника и Джейн Новосел, у неё есть брат-близнец, Натан, и старшая сестра, Шеннон, училась там же в Католической средней школе, в которой выступала за местную баскетбольную команду.